# Rive d'Arcano
Rive d'Arcano là một đô thị ở tỉnh Udine trong vùng Friuli-Venezia Giulia thuộc Ý, có cự ly khoảng 80 km về phía tây bắc của Trieste và khoảng 15 km về phía tây bắc của Udine. Tại thời điểm ngày 31 tháng 12 năm 2004, đô thị này có dân số 2.363 người và diện tích là 22,5 km².
Rive d'Arcano giáp các đô thị: Colloredo di Monte Albano, Coseano, Dignano, Fagagna, Majano, San Daniele del Friuli, San Vito di Fagagna.